# Mount Monroe

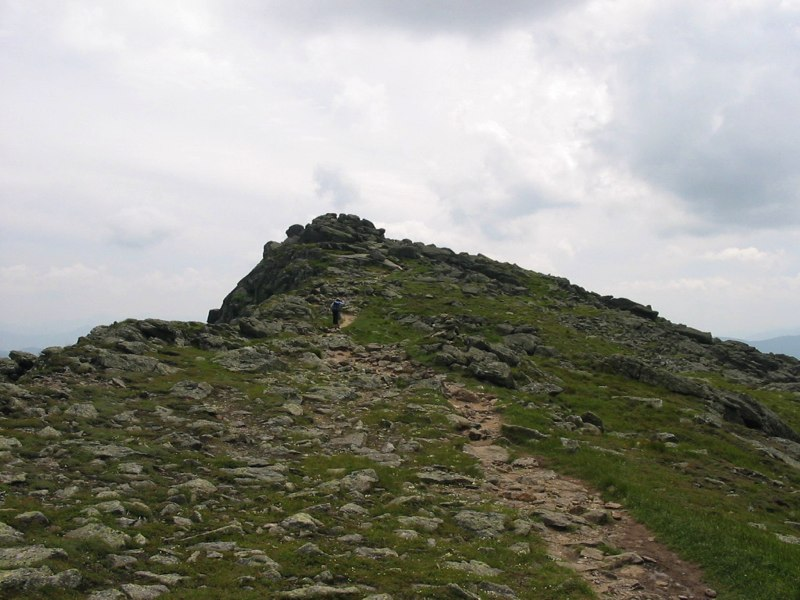
De top van Mount Monroe

Mount Monroe is met 1.638 meter onderdeel van het Presidential Range gebergte in New Hampshire. De berg is vernoemd naar de Amerikaanse president James Monroe.